# Ceutorhynchinae
Sous-famille
Les Ceutorhynchinae forment une sous-famille d'insectes de l'ordre des coléoptères, de la famille des Curculionidae.

## Classification
La sous-famille des Ceutorhynchinae est décrite par le naturaliste bavarois Johannes von Nepomuk Franz Xaver Gistel (1809-1873) en 1848.

## Liste des tribus
Groupe de tribus "Ceutorhynchinae": 
Ceutorhynchini - 
Cnemogonini - 
Egriini - 
Hypurini - 
Lioxyonychini - 
Mecysmoderini - 
Mononychini - 
Phytobiini - 
Scleropterini

## Liste des genres rencontrés en Europe

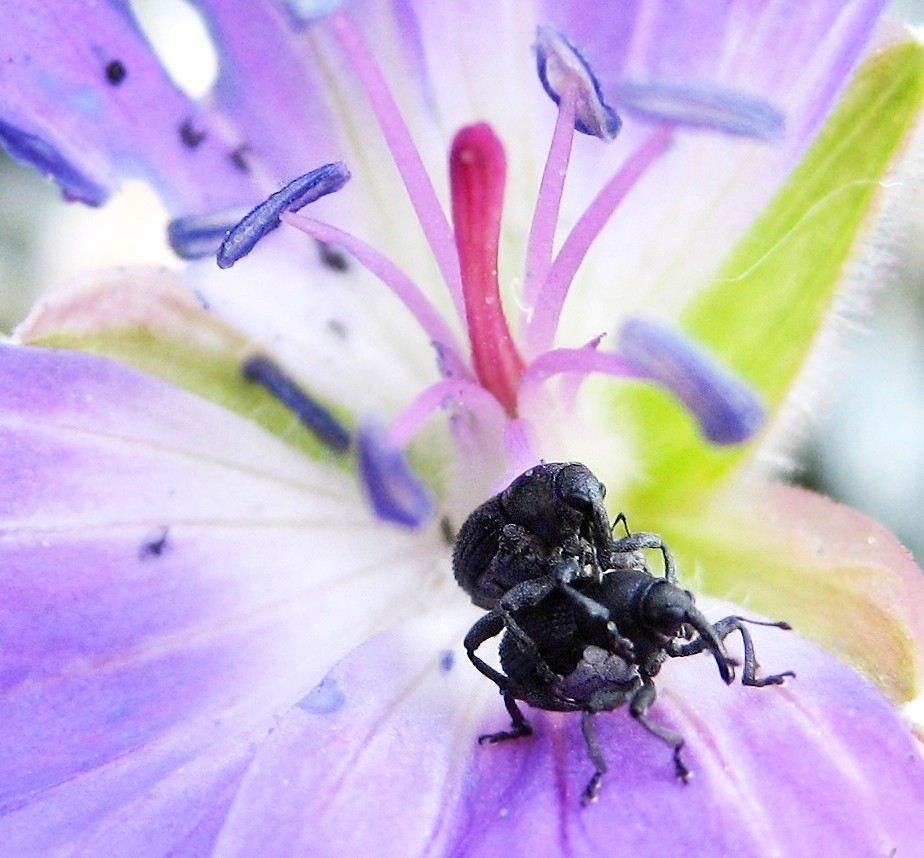
Zacladus geranii

- Amalorrhynchus Reitter 1913
- Amalus Schönherr 1825
- Aphytobius Wagner 1937
- Auleutes Dietz 1896
- Barioxyonyx Hustache 1931
- Bohemanius Schultze 1898
- Boragosirocalus Dieckmann 1975
- Brachiodontus Schultze 1897
- Calosirus C. G. Thomson 1859
- Ceutorhynchus Germar 1824
- Coeliastes Weise 1883
- Coeliodes Schönherr 1837
- Coeliodinus Dieckmann 1972
- Datonychidius Korotyaev 1997
- Datonychus Wagner 1944
- Drupenatus Reitter 1913
- Ectamnogaster Schultze 1903
- Ethelcus Reitter 1916
- Eubrychius C. G. Thomson 1859
- Eucoeliodes Smreczynski 1974
- Glocianus Reitter 1916
- Hadroplontus C. G. Thomson 1859
- Hesperorrhynchus Peyerimhoff 1926
- Homorosoma Frivaldszky 1894
- Hypurus Rey 1882
- Marmaropus Schönherr 1837
- Mesoxyonyx Korotyaev 1997
- Micrelus C. G. Thomson 1859
- Microplontus Wagner 1944
- Mogulones Reitter 1916
- Mogulonoides Colonnelli 1986
- Mononychus Germar 1824
- Nedyus Schönherr 1825
- Neoglocianus Dieckmann 1972
- Neophytobius Wagner 1936
- Neoxyonyx Hoffmann 1930
- Oprohinus Reitter 1916
- Oreorrhynchaeus Otto 1894
- Paracoeliodes Colonnelli 1979
- Parethelcus Dieckmann 1972
- Paroxyonyx Hustache 1931
- Pelenomus C. G. Thomson 1959
- Phoeniconyx Korotyaev 1997
- Phrydiuchus Gozis 1885
- Phytobius Schönherr 1833
- Poophagus Schönherr 1837
- Prisistus Reitter 1916
- Pseudocoeliodes Hoffmann 1956
- Pseudophytobius Desbrochers 1884
- Ranunculiphilus Dieckmann 1969
- Rhinoncus Schönherr 1825
- Rutidosoma Stephens 1831
- Scleropterus Schönherr 1825
- Sirocalodes Voss 1958
- Stenocarus C. G. Thomson 1859
- Tapeinotus Schönherr 1826
- Thamiocolus C. G. Thomson 1859
- Theodorinus Korotyaev 1982
- Trichosirocalus Colonnelli 1979

- Zacladus Reitter 1913

## Liste des sous-taxons
Selon NCBI (30 août 2014) :
- genre Amalorrhynchus
  - Amalorrhynchus melanarius
- genre Cardipennis
  - Cardipennis shaowuensis
- genre Ceutorhynchoides
  - Ceutorhynchoides styracis
- genre Ceutorhynchus
  - Ceutorhynchus albosuturalis
  - Ceutorhynchus alliariae
  - Ceutorhynchus assimilis
  - Ceutorhynchus chalybaeus
  - Ceutorhynchus cochleariae
  - Ceutorhynchus constrictus
  - Ceutorhynchus contractus
    - sous-espèce Ceutorhynchus contractus pallipes

  - Ceutorhynchus erysimi
  - Ceutorhynchus fallax
  - Ceutorhynchus filiae
  - Ceutorhynchus filirostris
  - Ceutorhynchus floralis
  - Ceutorhynchus gallorhenanus
  - Ceutorhynchus ibukianus
  - Ceutorhynchus insularis
  - Ceutorhynchus neglectus
  - Ceutorhynchus obstrictus
  - Ceutorhynchus pallidactylus
  - Ceutorhynchus picitarsis
  - Ceutorhynchus pulvinatus
  - Ceutorhynchus punctiger
  - Ceutorhynchus pyrrhorhynchus
  - Ceutorhynchus quadridens
  - Ceutorhynchus querceti
  - Ceutorhynchus rapae
  - Ceutorhynchus roberti
  - Ceutorhynchus scrobicollis
  - Ceutorhynchus striatellus
  - Ceutorhynchus subpubescens
  - Ceutorhynchus sulcicollis
  - Ceutorhynchus symphyti
  - Ceutorhynchus turbatus
  - Ceutorhynchus typhae
- genre Coeliodes
  - Coeliodes nakanoensis
- genre Coeliodinus
  - Coeliodinus etorofuensis
- genre Cyphosenus
  - Cyphosenus grouvellei
- genre Dieckmannius
  - Dieckmannius lewisi
- genre Drupenatus
  - Drupenatus nasturtii
- genre Euhrychiopsis
  - Euhrychiopsis lecontei
- genre Hadroplontus
  - Hadroplontus ancora
  - Hadroplontus litura
  - Hadroplontus trimaculatus
- genre Hainokisaruzo
  - Hainokisaruzo japonicus
- genre Mecysmoderes
  - Mecysmoderes nigrinus
- genre Micrelus
  - Micrelus ericae
- genre Mogulones
  - Mogulones geographicus
- genre Nedyus
  - Nedyus quadrimaculatus
- genre Neoglocianus
  - Neoglocianus maculaalba
- genre Phytobius
- genre Poophagus
  - Poophagus sisymbrii
- genre Rhinoncus
  - Rhinoncus castor
  - Rhinoncus inconspectus
  - Rhinoncus longulus
  - Rhinoncus pericarpius
  - Rhinoncus perpendicularis
- genre Scleropteroides
  - Scleropteroides hypocrita
- genre Scleropterus
  - Scleropterus serratus
- genre Sirocalodes
  - Sirocalodes depressicollis
  - Sirocalodes umbrinus
- genre Tapeinotus
  - Tapeinotus sellatus
- genre Thamiocolus
  - Thamiocolus kraatzi
- genre Trichocoeliodes
  - Trichocoeliodes excavatus
- genre Wagnerinus
  - Wagnerinus costatus
  - Wagnerinus frugivorus
  - Wagnerinus harmandi
- genre Zacladus
  - Zacladus geranii

Selon Paleobiology Database (30 août 2014) :
- Ceutorhynchini
- Phytobiini